# Dubnička
Dubnička (Hongaars: Bántölgyes) is een Slowaakse gemeente in de regio Trenčín, en maakt deel uit van het district Bánovce nad Bebravou.
Dubnička telt 97 inwoners.